# Неутрална теория за молекулярната еволюция
Неутралната теория за молекулярната еволюция е влиятелна теория, предложена за пръв път по провокативен начин от японския биолог Мотоо Кимура в края на 60-те и началото на 70-те години на 20 век. Според тази теория, преобладаващата част от промяната в генните (алелните) честоти в популацията не се дължи на действието на естествения отбор, а по-скоро на генетичния дрейф и е свързана с промяна на честотите на гени, които не са свързани пряко с адаптивността на индивидите, носители на тези гени, т.е., тази промяна е селективно неутрална. Въпреки че е била възприемана от някои като аргумент против еволюционната теория на Дарвин, основана на естествения отбор, самият Кимура е бил на мнение, споделяно в наши дни и от повечето еволюционни биолози, че двете теории са съвместими. „Теорията не отрича ролята на естествения отбор при определянето на посоката на адаптивната еволюция“ (Кимура, 1986). Неутралната теория придава значителна роля на генетичния дрейф.
|  | Тази страница частично или изцяло представлява превод на страницата Neutral theory of molecular evolution в Уикипедия на английски. Оригиналният текст, както и този превод, са защитени от Лиценза „Криейтив Комънс – Признание – Споделяне на споделеното“, а за съдържание, създадено преди юни 2009 година – от Лиценза за свободна документация на ГНУ. Прегледайте историята на редакциите на оригиналната страница, както и на преводната страница, за да видите списъка на съавторите. ВАЖНО: Този шаблон се отнася единствено до авторските права върху съдържанието на статията. Добавянето му не отменя изискването да се посочват конкретни източници на твърденията, които да бъдат благонадеждни. |